# Lakota (pleme)
Lakota ali Teton (tudi Lakhota, Lak'ota' – "Prijatelji, zavezniki") je pleme plemenske zveze Sedem ognjev ali Sujev, jezikovne skupine Siouan.  
Plemensko zvezo Sedem Ognjev ali Sujev tvorijo še štiri plemena vzhodnih Dakot Mdewakanton, Sisseton, Wahpekute in Wahpeton ter dve plemeni zahodnih Dakot Yanktonai in Yankton.
Lakote so se delili nadalje na tri regionalne skupine in sedem podplemen:
1. Severne Lakote
- Hunkpapa[7][8]
- Sihasapa (Blackfeet, ne smejo se zamenjevati s sovražnimi algonkinsko govorečimi Blackfoot)[9]

2. Srednje Lakote
- Minneconjou
- Sans Arc (Itazipco)
- Two Kettles (Oohenonpa ) (nekoč del skupine Wanhin Wega Band iz Minneconjou skupine, neodvisna od okoli leta 1840)[11]

3. Južne Lakote
- Oglala
- Brule (Sicangu)[12]

## Etnografija
Hrana
Tetoni ali Lakoti so tipično pleme s prerijsko kulturo. Niso se ukvarjali s kmetijstvom, njihovo življenje pa je bilo odvisno od čred bizonov (tatanka), ki so jim zagotavljale meso, maščobo, kože in kosti, kar je skoraj v celoti pokrivalo vse njihove življenjske potrebe. Vse ostalo so lahko zlahka dobili v naravi, zato je bilo nabiranje naravnih sadov še ena pomembna dejavnost Tetonov. Trgovali so tudi s plemeni, ki so gojila koruzo na območjih ob Missouriju, po čemer so bilo Mandani še posebej znani. Bizonsko meso so pripravljali na različne načine. Meso so jedli za takojšnjo pripravo sveže, pripravljali pa so ga tudi za kasnejšo uporabo, zato so veliko količino sušili na soncu in pripravljali 'sušeno meso. Pemikan je bil najbolj priljubljena pripravljena hrana, ki so jo hranili za kasnejšo uporabo. Kose bizonovega mesa so sušili in kasneje zmleli v prah tako, da so jih z majhnimi kamni tolkli po ravnih kamnitih ploščah. Ko so imeli gosto maso mletega mesa, so jo zmešali s stopljenim lojem ali kostnim mozgom, včasih pa so dodali še divje češnje. Mešanico so nato zapakirali v usnjene vrečke, ki so jih na vrhu zaprli s stopljenim maščobnim tkivom. Tako pripravljen pemikan je lahko zdržal 3 do 4 leta.
Bivališča
Tetonsko bivališče je bil tipi, usnjen šotor, sestavljen iz lesenega ogrodja, prekritega z bizonskimi kožami. En tak šotor je vseboval 16 do 18 bizonskih kož. Vhod v šotor je bila luknja, ki se je, tako kot dimna luknja na vrhu šotora, lahko odprla ali zaprla z drugim kosom usnja.
Oblačila
Tetonska oblačila so bila narejena iz strojenega usnja, poleg bizonske pa so uporabljali tudi jelenje kože. Ženske so morale porabiti veliko ur dela za strojenje in izdelavo teh oblačil.
Mobilnost
Tetoni so sredi 18. stoletja prišli do konj in postali najbolj mobilni med vsemi Suji, skupaj z nekaterimi drugimi plemeni (Komanči) pa najboljši jezdeci na svetu. Nenehno so bili v gibanju in so sledili čredam bizonov vse do zime. Za potovanje po kopnem med dolgimi selitvami so uporabljali travois, dve dolgi prekrižani palici, pritrjeni okoli konjskih ramen, katerih zadnji konec se je vlekel po tleh. Za prečkanje rek so uporabljali neugledni bullboat, plovilo, znano na preriji, izdelano iz vrbove vrbove preje in prekrito z bizonsko kožo. Poleg njih so  bullboat poznala tudi plemena ob reki: Mandan, Hidatsa in Arikara Indijanci. Bil je vodoodporen.

## Socialno-politična razdelitev Lakot
Tako kot Očhéthi Šakówiŋ (Suji) so se tudi Lakote same delile na sedem Ošpáyepi (ed. Ošpáye) ali Oyáte (plemena), ki so se naprej delila na številne ločene Thiyóšpaye (skupine), vsako pa je vodil lasten Itȟáŋčhaŋ/Itancan (poglavar) in svetovalni Pȟoǧó-wičháša/Omníčiye-wičháša (plemenski svet), te moške pa so podpirali in jim svetovali še Wičháša-wakȟáŋ (sveti mož) in Pȟežúta-wičháša/Pejuta Wacasa (zdravilci) ter posamezni Blotahunka/Blotáhuŋka (vodje Akíčhita-Okȟólakičhiye; bojevniških društev). Poleg tega je bil še Ogle Tanka Un/Ógle Tȟáŋka Úŋ (‘Nosilec srajce’, ‘Nosi veliko srajco’, tj. vojni poglavar), ki je vodil bojevnike v vojni. Posamezne skupine (običajno od 50 do 100 oseb) so se naprej delile na več Wičhóthi (lokalne skupine) (angl. 'local bands'), ki so bile sestavljene iz ene ali več razširjenih družin (angl. 'extended families') in so skupaj tvorile Wičhó-thípi (tabor); tako so bili njihovi člani povezani s krvjo, poroko in posvojitvijo. Najmanjša organizacijska enota je bila Thiwáhe (jedrna družina), ki je običajno prebivala v Thípi (tipiju) ali dveh sosednjih tipijih in tako tvorila skupno Thiógnaka (gospodinjstvo).
Večino leta so te skupine preživele posamezno v taborih, poleti pa so se zbirale v večjih vaseh, da bi lovile bizone in praznovale ples Sonca. Tipiji so bili postavljeni v velikem krogu, imenovanem hóčhoka (taboriščni krog). Obstajal je strog red, v katerem je imela vsaka skupina in družina svoje določeno mesto. Taboriščni krog je bil običajno proti vzhodu odprt velik C-oblikovan obroč, ki je bil pri približno 1.000 tipijih globok do štiri vrste in je tvoril krog s premerom približno 2 km. Posebej častna so bila določena mesta v krogu, kot so rogovi, tako so se imenovale obe strani desno in levo od vhoda ali Tiyopa. Mesto poglavarjevega tipija je bilo v sredini kroga nasproti vhoda. Ime Hunkpapa / Húŋkpapȟa (‘Tabori na robu’, ‘Konec vhoda’, ‘Glava taboriščnega kroga’, ‘Tabori na koncu rogov’) je častni naziv za to Óšpaye in se nanaša na njihovo tradicionalno mesto na „rogovih“ taboriščnega kroga (in s tem na koncu ali na začetku), ker je pleme tradicionalno imelo svoje mesto desno ali levo pri vhodu v taboriščni krog. Oglala / Oglála pa so bile največje in najmočnejše lakotske Óšpaye. Meje med sedmimi Óšpayepi niso bile fiksne, ampak so se prekrivale. Različne Óšpayepi (plemena) in njihove Thiyóšpaye (skupine) so se redno srečevale za skupni lov ali za slovesnosti.
Po letu 1720 so se Lakote razdelile na dve veliki regionalni skupini, Saône (kasnejši: Hunkpapa, Sihasapa, Minneconjou, Itazipco (Sans Arc) in Two Kettles so se preselili na območje jezera Traverse ob meji med Južno Dakoto, Severno Dakoto in Minnesoto, Oglála-Brulé (Sičháŋǧu) pa so živeli v dolini reke James. Vendar so Saône že okoli leta 1750 dosegli vzhodni breg reke Missouri, približno 10 let kasneje pa so jim sledili Oglála in Brulé (Sičháŋǧu).
Velika in nekoč vojaško močna plemena ob zgornjem toku reke Missouri, Arikara, Mandan in Hidatsa, so dolgo uspešno preprečevala Lakotam prečkanje reke Missouri. Vendar pa je po tem, ko je približno dve tretjini članov plemen umrlo zaradi velike epidemije črnih koz med letoma 1772 in 1780,so so lahko Lakote nemoteno prečkale reko in imele zdaj dostop do bogatih lovišč na bizone v Visokih ravnicah.

## Zgodovina

### Zgodnja zgodovina
Zgodnja zgodovina Lakot je zabeležena v njihovih zimskih štetjih (Lakota: waníyetu wówapi), slikovnih koledarjih, naslikanih na kožah, ali kasneje zapisanih na papirju. Zimsko štetje Battiste Gooda beleži zgodovino Lakot do leta 900 n. št., ko je Bela bivolja telica ženska Lakotom podarila Belo bivoljo teleco pipo.
Govorci siouanskih jezikov so morda izvirali iz spodnjega porečja reke Misisipi in se nato preselili v dolino Ohio ali pa so tam izvirali. Bili so poljedelci in so morda bili del civilizacije graditeljev gomil med 9. in 12. stoletjem n. št. Legenda Lakot in drugi viri navajajo, da so prvotno živeli blizu Velikih jezer: 
"Plemena Dakot so pred evropskim stikom v 17. stoletju živela v regiji okoli Gornjega jezera. V tem gozdnem okolju so živeli z lovom, ribolovom in nabiranjem divjega riža. Gojili so tudi nekaj koruze, vendar je bilo njihovo območje blizu meje, kjer je bilo mogoče gojiti koruzo."
V poznem 16. in zgodnjem 17. stoletju so govorci Dakota-Lakota živeli v zgornjem porečju Misisipija na ozemlju, ki je danes organizirano kot zvezne države Minnesota, Wisconsin, Iowa in Dakoti. Konflikti z Chippewa in Cree so Lakote potisnili proti zahodu na Velike ravnice sredi do poznega 17. stoletja. Okoli leta 1730 so Šajeni Lakote seznanili s konji, ki so jih imenovali šuŋkawakaŋ ("pes [moči/skrivnosti/čudesa]"). Ko so sprejeli konjsko kulturo, se je družba Lakot osredotočila na lov na bizona na konju. Leta 1660 so francoski raziskovalci ocenili skupno populacijo Siouxov (Lakota, Santee, Yankton in Yanktonai) na 28.000. Populacija Lakot je bila leta 1805 ocenjena na 8.500; stalno je rasla in leta 1881 dosegla 16.110. Bili so eno redkih indijanskih plemen, ki so v 19. stoletju, v času razširjenih bolezni in vojn, povečala svojo populacijo. Do leta 2010 se je število Lakot povečalo na več kot 170.000, od katerih jih je približno 2.000 še vedno govorilo lakotski jezik (Lakȟótiyapi).
Po letu 1720 se je lakotska veja Sedmih svetovnih ognjev razdelila na dve glavni veji, Saône, ki so se preselili na območje jezera Traverse na meji med Južno Dakoto, Severno Dakoto in Minnesoto, ter Oglála-Sičháŋǧu, ki so zasedli dolino reke James. Vendar pa so se do približno leta 1750 Saône preselili na vzhodni breg reke Misuri, 10 let pozneje so sledili Oglála in Brulé (Sičháŋǧu). Velike in močne vasi Arikara, Mandan in Hidatsa so dolgo preprečevale Lakotom prečkanje reke Misuri. Vendar pa je velika epidemija črnih koz med letoma 1772 in 1780 uničila tri četrtine članov teh plemen. Lakote so prečkale reko v bolj suhe, kratkotravne prerije Visokih ravnic. Ti novinci so bili Saône, dobro opremljeni in vse bolj samozavestni, ki so se hitro razširili. Leta 1765 je raziskovalna in roparska skupina Saônov pod vodstvom poglavarja Standing Bear odkrila Black Hills (Paha Sapa), takrat ozemlje Šajenov. Deset let pozneje sta reko Missouri prečkala tudi Oglála in Brulé. Pod pritiskom Lakot so se Šajeni preselili zahodno v deželo Powder River. Lakote so si Black Hills izbrale za dom.

### Pogodbe in konflikti z Združenimi državami
Začetni stik Združenih držav z Lakotami med ekspedicijo Lewisa in Clarka leta 1804–1806 je zaznamoval konflikt. Lakotske skupine niso dovolile raziskovalcem nadaljevati gorvodno in ekspedicija se je pripravljala na bitko, do katere nikoli ni prišlo.
Nekatere skupine Lakot so postale prvi domorodni ljudje, ki so pomagali vojski Združenih držav v medplemenski vojni zahodno od Missourija, med vojno Arikara leta 1823. Leta 1843 so južni Lakote napadle vas poglavarja Pawnee Blue Coat blizu reke Loup v Nebraski, pri čemer so ubili mnoge in požgale polovico zemeljskih bivališč. Naslednjič so Lakote tako hud udarec Pawneejem zadale leta 1873, med bitko pri Massacre Canyon blizu reke Republican.
Skoraj pol stoletja pozneje, ko so Združene države brez dovoljenja zgradile Fort Laramie na ozemlju Lakot in Arapahov, so se pogajale o "Pogodbi iz Fort Laramie iz leta 1851" za zaščito evropsko-ameriških popotnikov na "Oregonski poti". Cheyenne in Lakote so pred tem napadale skupine priseljencev v boju za vire, pa tudi zato, ker so nekateri naseljenci posegali na njihova ozemlja. Pogodba iz Fort Laramie je priznala suverenost Lakot nad Velikimi ravnicami v zameno za prost prehod za evropske Američane na "Oregonski poti" "dokler reka teče in orel leti". Vlada ZDA ni uveljavila pogodbenih omejitev proti nepooblaščeni naselitvi, Lakote in druge skupine pa so napadale naseljence in celo izseljenske kolone voz kot del svojega odpora proti temu posegu v njihovo domovanje. Javni pritisk na vojsko ZDA, naj jih kaznuje, se je povečal. 3. septembra 1855 je 700 vojakov pod poveljstvom ameriškega brigadnega generala William S. Harneya maščevalo pokol Grattan z napadom na vas Lakot v Nebraski, pri čemer je bilo ubitih približno 100 moških, žensk in otrok. Sledila je vrsta kratkih "vojn" in v letih 1862–1864, ko so se indijanski begunci iz "Dakota vojne leta 1862" v Minnesoti umaknili na zahod k svojim zaveznikom v Montano in ozemlje Dakote. Po ameriški državljanski vojni je naraščajoča nezakonita naselitev belcev na ravnicah ponovno povzročila vojno z Lakotami.
Črne gore so Lakote imele za svete in so nasprotovale rudarjenju. Med letoma 1866 in 1868 se je vojska ZDA borila z Lakotami in njihovimi zavezniki vzdolž "Bozeman Trail" (Wyoming) zaradi ameriških utrdb, zgrajenih za zaščito rudarjev, ki so potovali po poti. Poglavar Oglala Red Cloud je svoje ljudi popeljal do zmage v Red Cloud's War. Leta 1868 so Združene države podpisale "Fort Laramie Treaty (1868)", ki je Črne gore za vedno izvzela iz vseh belih naselitev. Toda štiri leta kasneje so tam odkrili zlato in iskalci so se spustili na območje. Napade Lakot na naseljence in rudarje je vojaška sila, ki so jo vodili vojaški poveljniki, kot je podpolkovnik George Armstrong Custer, srečala z vojaško silo. General Philip Henry Sheridan je svoje čete spodbujal k lovu in ubijanju bizonov kot sredstvo za "uničenje indijanske oskrbe".
Zavezniške skupine Lakot in Arapaho ter severni Šajeni so bili vpleteni v večino vojskovanja po letu 1860. Uspešno so zadrževali vojsko generala Georga Crook v bitki pri Rosebudu, s čimer so preprečili Crooku, da bi našel in napadel njihov tabor. Teden dni kasneje so premagali 7. konjeniški polk (ZDA) leta 1876 v bitki pri Malem velikem rogu na "Crow Indian Reservation" (meje iz leta 1868). Custer je napadel tabor več plemen, ki je bil veliko večji, kot se je zavedal. Njihove združene sile, ki jih je vodil poglavar Crazy Horse, so ubile 258 vojakov, uničile celoten Custerjev bataljon in povzročile več kot 50 % žrtev v polku. Čeprav so Lakote premagale Custerjevo vojsko, Lakote in njihovi zavezniki niso dolgo uživali v svoji zmagi nad vojsko ZDA. Kongres ZDA je odobril sredstva za razširitev vojske za 2.500 mož. Okrepljena vojska ZDA je premagala skupine Lakot v vrsti bitk, s čimer se je končno končala "Velika siouška vojna" leta 1877. Lakote so bile sčasoma zaprte v rezervate, jim je bilo prepovedano loviti bizone zunaj teh ozemelj in so bile prisiljene sprejeti vladno razdeljevanje hrane. Večinoma so bile razpršene po Severni in Južni Dakoti ter drugih krajih po Združenih državah.
Leta 1877 so nekatere skupine Lakote so podpisali pogodbo, s katero so Črne hribe (Black Hills) prepustili Združenim državam; vendar sta bila narava te pogodbe in njeno sprejetje sporna. Število voditeljev Lakote, ki so podprli pogodbo, je zelo sporno. Konflikti nizke intenzivnosti so se nadaljevali v Črnih hribih. Štirinajst let pozneje je bil Sedeči bik ubit v rezervatu "Stoječa skala" 15. decembra 1890. Ameriška vojska je 29. decembra 1890 napadla pas Minneconjou Lakote, ki ga je vodil Spotted Elk (znan tudi kot Bigfoot), pri Pine Ridgeu in ubila 153 Lakot (plemenske ocene so višje), vključno s številnimi ženskami in otroki, v pokolu pri Ranjenem kolenu.

## Znani Suji
- Sinte Gleśka (Pikast rep) - Brule poglavar
- Tatanka Iyotanke (Sedeči bik) - poglavar znan po bitki Battle of Little Bighorn
- Tasunka Witko (Nori konj) - znan po voditeljstvu in pogumu v bitki
- Mahpia Icahtagya (Dotik oblaka) - znan po legendarni moči, velikosti, velik bojevnik
- Makhpiya-luta (Rdeči oblak) - poglavar znan po Red Cloud's War
- Tasunkakokipapi (Mlad mož, ki se boji konja) - Oglala poglavar udeležen v Red Cloud's War

Glej tudi:
- Suji
- Dakota
- Yankton
- Yanktonai
- Sisseton
- Wahpekute
- Wahpeton
- Mdewakanton